# Verwaltungsgericht (Gliwice)

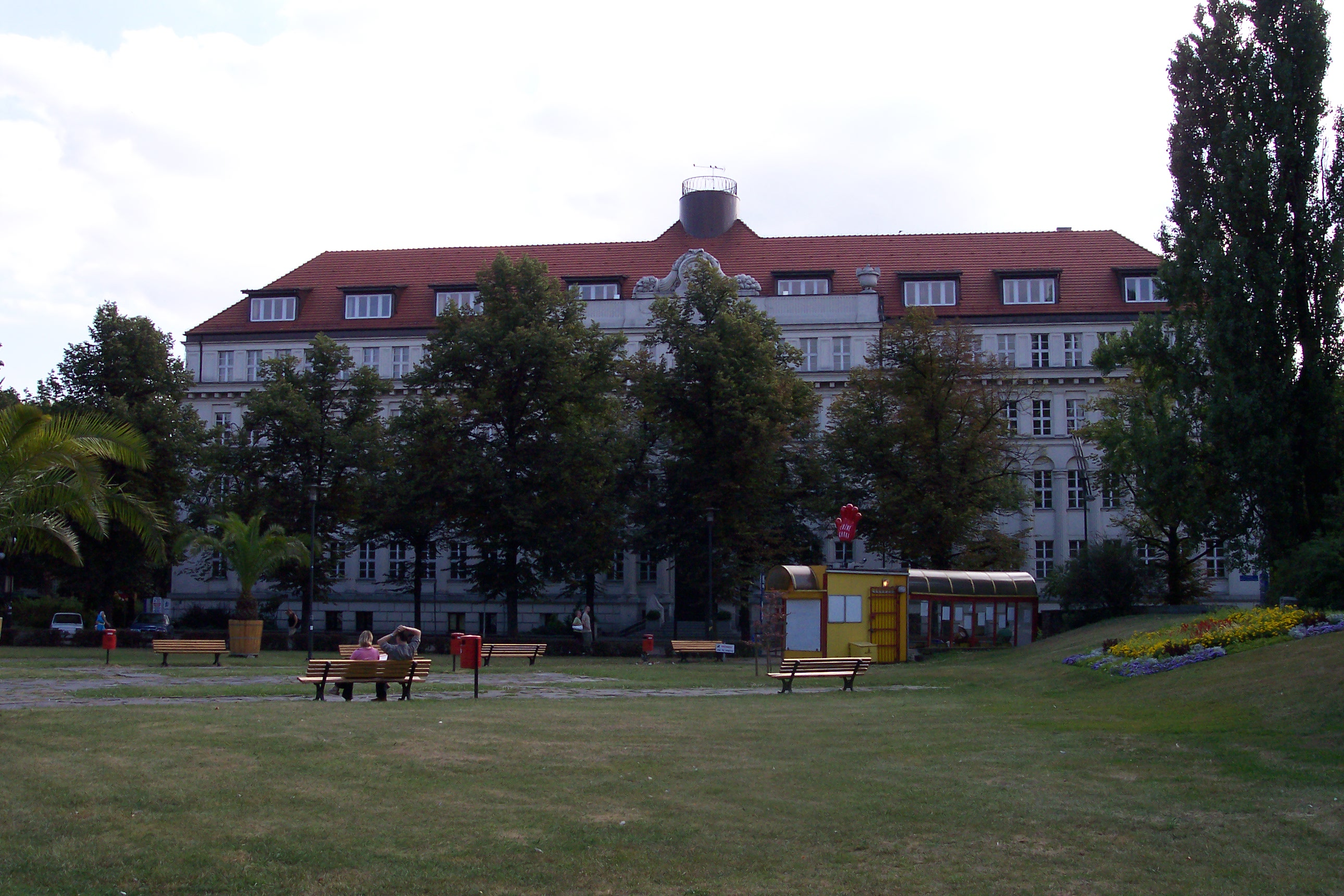
Das Verwaltungsgericht

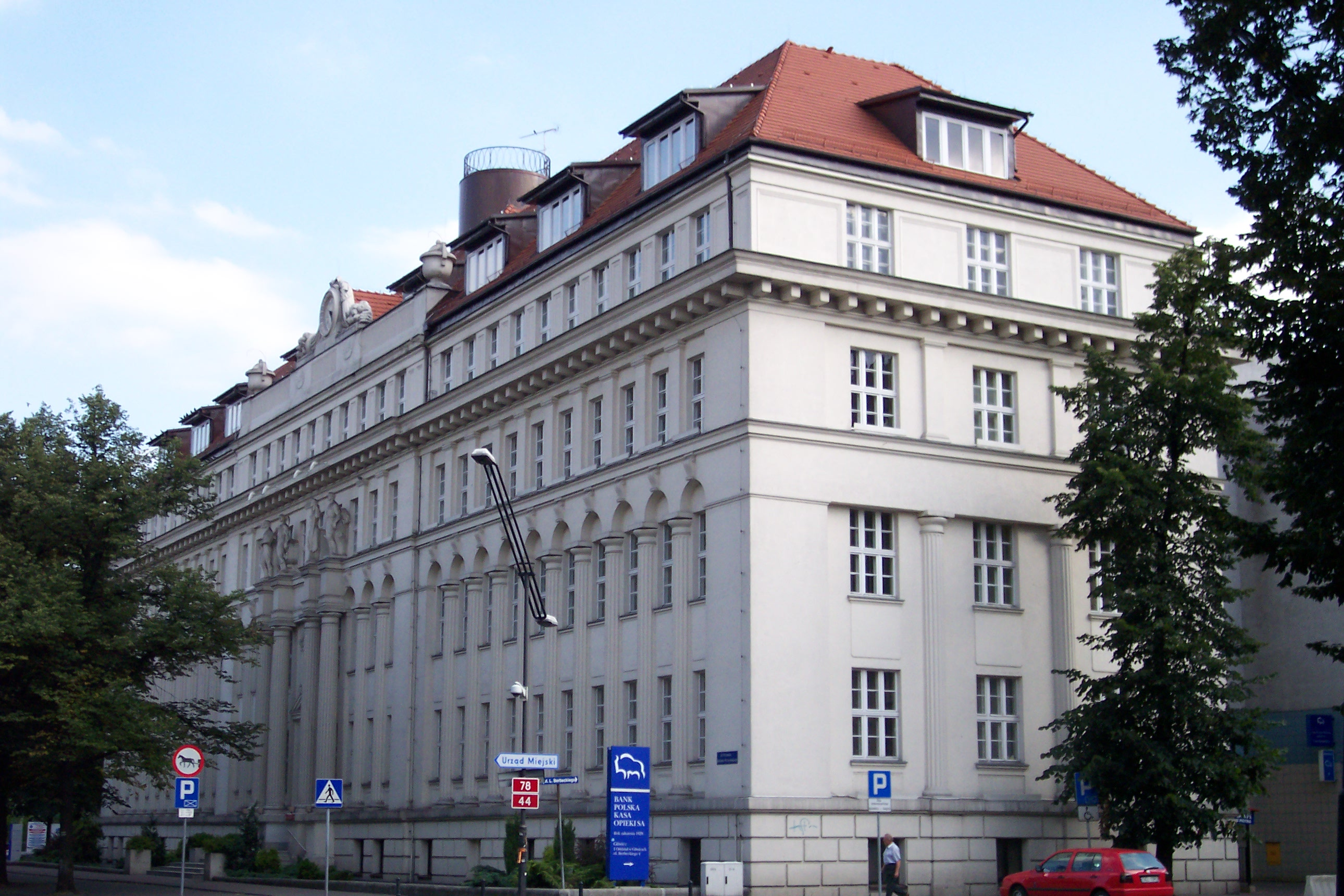
Das Verwaltungsgericht

Das Woiwodschaftliche Verwaltungsgericht in Gliwice (Gleiwitz) befindet sich an der ul. Prymasa Stefana Wyszyńskiego 2 (früher Markgrafenstraße 2, zwischenzeitlich ul. Strzody und ul. Konstytucji). Das Gebäude war bis 1945 Sitz der Graf von Ballestrem’schen Güterdirektion und der Konzerndirektion.

## Das Gebäude
Das Bürogebäude am damaligen Königsplatz (später Markgrafenstraße) wurde 1923 fertiggestellt und diente als Hauptsitz für die Gräfliche von Ballestrem’sche Güterdirektion. Diese zog von Ruda nach Gleiwitz, nachdem Ruda 1922 an Polen gefallen war. In Gleiwitz wurden die Verwaltung der Güter und die des Industriebesitzes zusammengelegt. Das neue Gebäude des Konzerns in Gleiwitz wurde nach Entwürfen des Regierungsbaumeisters Hans von Pöllnitz errichtet. An der Fassade über dem Eingang befinden sich vier Arbeiterskulpturen des Bildhauers Josef Limburg (1874–1955). Sie symbolisieren die Landwirtschaft, den Bergbau, das Hüttenwesen und die Forstwirtschaft. In diesen vier Wirtschaftszweigen waren die Ballestrems tätig.
Nachdem die Stadt Gleiwitz 1945 von der polnischen Verwaltung übernommen worden war, wurde das Gebäude der Ballestrems konfisziert (enteignet) und wurde bereits Anfang März 1945 dem „Gliwickie Zjednoczenie Przemysłu węglowego“ (Gleiwitzer Vereinigung der Kohleindustrie) übergeben. Danach befand sich im Gebäude das „Biuro Projektów Górniczych“ (Bergbau-Projektbüro).
Seit 1997 ist das Gebäude Sitz des Verwaltungsgerichts der Woiwodschaft Schlesien.

## Behördengeschichte
Mit dem Gesetz vom 25. Juli 2002 über das Verwaltungsgerichtverfassungsrecht, dem Gesetz vom 30. August 2002 über Verwaltungsverfahrensrecht und dem Gesetz vom 
30. August 2002 über Ausführungsvorschriften zum Verwaltungsgerichtverfassungsrecht und Verwaltungsverfahrensrecht wurde die heutige zweistufige Verwaltungsgerichtsbarkeit eingeführt. Damit wurde in jeder Woiwodschaft ein Woiwodschaftsverwaltungsgericht (wojewódzkie sądy administracyjne) eingerichtet. Für die Woiwodschaft Schlesien entstand so das Verwaltungsgericht Gleiwitz (Wojewódzki Sąd Administracyjny w Gliwicach). Eine Berufung ist beim Obersten Verwaltungsgericht (Naczelny Sąd Administracyjny) möglich.